# Le Calvaire du mort pendu
Le Calvaire du mort pendu est la trente-quatrième histoire de la série La Patrouille des Castors de Mitacq. Elle est publiée pour la première fois du 21 juillet 1988 au 12 janvier 1989 dans le supplément Junior de Télémoustique. Puis est publiée sous forme d'album en 1989.